# Klagovisa
En klagovisa är ett passionerat uttryck för sorg, ofta i form av musik, poesi eller sång. I bibeln (Gamla Testamentet) finns en bok som heter Klagovisorna. Den har tillskrivits profeten Jeremia, och orden klagovisa eller jeremiad används ibland nedsättande om klagomål eller kritik som uppfattas grundlös eller överdriven.
Några exempel på dikter som kallas "klagovisa": 
- Klagovisa över denna torra och kalla vår (Lars Wivallius 1642, tonsättningar av Olle Adolphson[3] och Ulf Bagge.[4])
- Klagovisa till Felicia (Cornelis Vreeswijk 1978)[5]